# Ошский округ
Ошский округ — единица административного деления Киргизской АССР и Киргизской ССР, существовавшая в 1928—1930 и 1938—1939 годах. Административный центр — город Ош.

## 1928—1930
Впервые Ошский округ был образован в составе Киргизской АССР в 1928 году на базе Ошского и Джалал-Абадского кантонов. Округ включал следующие районы:
- Алайский район. Центр — с. Гульча. Образован на территории Алай-Гульчинской волости и частей Куршабской и Капчагайской волостей.
- Араван-Буринский район. Центр — г. Ош. Образован на территории Араван-Буринской и Ошской волостей.
- Базар-Курганский район. Центр — с. Базар-Курган. Образован на территории Базар-Курганской волости и части Майкентской волости.
- Джалал-Абадский район. Центр — г. Джалал-Абад. Образован на территории Джалал-Абадской волости и части Кугартской волости.
- Кетмень-Тюбинский район. Центр — с. Алексеевское. Образован на территории Кетмень-Тюбинской волости и части Майкентской волости.
- Кызыл-Джарский район. Центр — с. Успенское. Образован на территории Кзыл-Джарской, Чаначской и Чаткольской волостей.
- Кызыл-Кийский район. Центр — с. Уч-Курган. Образован на территории Исфарамской и Кульдинской волостей и части Ичкилинской волости.
- Наукатский район. Центр — с. Иски-Наукат. Образован на территории Наукат-Турукской волости и части Ичкилинской волости.
- Сулюктинский район. Центр — копи Сулюкта. Образован на территории Исфанейской и Баткан-Буджукской волостей.
- Узгенский район. Центр — г. Узген. Образован на территории Узгенской волости и частей Куршабской, Капчагайской и Кугартской волостей[1].

В 1930 году Ошский округ был упразднён, а входившие в его состав районы были переданы в прямое подчинение Киргизской АССР.

## 1938—1939
Вторично Ошский округ был образован 26 февраля 1938 года в составе Киргизской ССР. Округ включал следующие административные единицы:
- Алайский район
- Араванский район
- Баткенский район
- Гульчинский район
- Карасуйский район
- Куршабский район
- Ляйлякский район
- Молотовский район
- Наукатский район
- Ошский район
- Советский район
- Узгенский район
- Халмионский район
- Чон-Алайский район
- город Ош
- город Кызыл-Кия
- рабочий посёлок Сулюкта

21 ноября 1939 года Ошский округ был преобразован в Ошскую область.